# Bernard Ullmann
Pour les articles homonymes, voir Ullmann.
Bernard Ullmann  (Paris, 30 janvier 1922 - Courcouronnes, 31 décembre 2008) est un journaliste et grand reporter français.

## Biographie

### Famille
Il est le second fils issu du premier mariage de Lisette de Brinon avec Claude Ullmann, juif allemand qui aimait dire à son fils : "Nous sommes partis de la même rue du ghetto de Francfort que les Rothschild, mais il ont bien mieux réussi que nous".
Bien que ses parents soient juifs, il n'est pas circoncis et ne pratique aucun des rites du judaïsme. Sa mère lui dit qu'il n'est pas Juif mais Israélite.
Marié deux fois, il a eu deux enfants d'un premier mariage, Laurence et Pierre-Guillaume, puis Emmanuel, avec Marie-Berthe Gaborit de Montjou.

### Enfance - Jeunesse - Formation - Guerre
Après être allé à l'école Boutet de Monvel, puis au Lycée Montaigne, il étudie au Lycée Louis-le-Grand où il a pour professeur d'histoire-géographie Georges Bidault, puis, en 1939, au lycée Michel-Montaigne de Bordeaux. Il fait ensuite des études de droit à la Faculté de Montpellier, puis de Paris.
Ayant été souvent malade enfant, ses parents craignant qu'il ait une prédisposition à la tuberculose, maladie dont était mort son oncle maternel à l'âge de 23 ans, il fait sa sixième chez lui. Il a alors pour répétiteur Georges Pompidou, jeune normalien et agrégatif de grammaire qui lui donne des cours trois fois par semaine.
Ses meilleurs amis sont Claude Willard, Jean-Claude Cathala, fils de Pierre Cathala et François Marquet, fils de Mary Marquet.
En 1934, il rencontre Léon Blum dans la résidence secondaire familiale d'Orriule.
Après le divorce de ses parents en 1933, sa garde est confiée à son père et il vit dans un petit pavillon de trois étages se trouvant au fond d'une cour rue des Saints-Pères. Meurtri par le départ de sa femme qui s'est remarié en 1934 avec le journaliste Fernand de Brinon, son père se suicide le 28 avril 1936.
Après son remariage avec Fernand de Brinon le 15 novembre 1934, sa mère lui loue un appartement pour qu'il y vive avec son frère aîné, tandis qu'elle vit avec son nouveau mari dans un autre appartement du même immeuble, au 24, quai de Béthune.
Fin 1941, il est engagé à sa demande par la Compagnie maritime des Chargeurs Réunis et embarque en janvier 1942 à Marseille à destination de Dakar où il s'occupe des bagages perdus. Les Chargeurs Réunis l'envoient ensuite à Casablanca où les Américains débarquent quelques semaines après son arrivée, le 8 novembre 1942. Il démissionne et s'engage, en décembre 1942, dans le 9e régiment de tirailleurs marocains et rejoint ensuite l'armée de l'air. Au début de l'été 1944, se trouvant en Sardaigne, il participe au bombardement de l'Italie et de la France. En septembre 1944, il est de retour à Marseille puis monte à Paris que sa mère a quitté pour tenter de rejoindre son mari en Allemagne. Il participe ensuite au bombardement de l'Allemagne en partant de la base aérienne de Bron puis de Saint-Dizier.

### Carrière
Démobilisé en octobre 1945, un ami d'enfance rencontré par hasard dans un autobus à Paris l'incite à entrer à la Radiodiffusion française où, selon lui, "ils embauchent n'importe qui". Il y est chargé de préparer les programmes en français pour les États-Unis et le Québec. En 1947, il est embauché par la BBC au service français, à Londres, où il pour voisin de bureau Jean Dutourd. Puis il entre au bureau londonien de l’Agence France-Presse (AFP) en 1949. En 1951, à la demande de Maurice Nègre, il remplace Jean-Marie de Prémonville qui vient d'y être tué, en Corée, comme correspondant de guerre. Il est ensuite envoyé par l'AFP en Australie. En mars 1954, il est envoyé en Indochine où il rencontre, à Hanoï, Lucien Bodard. Il est ensuite nommé à Hong Kong où il rencontre Joseph Kessel. Bernard Ullmann dirige le bureau de Pékin de l'AFP (1959-1960), d'où il témoigne des accomplissements du Grand Bond en avant, de la Révolution culturelle et des Gardes rouges. Il est ensuite transféré à celui de Moscou (1962-1966) et de Washington (1974-1977). De 1977 à 1987, il est conseiller de la rédaction du magazine L’Express. Au cours de sa carrière, il couvre de nombreux conflits, dont la guerre de Corée et la guerre de libération du Bangladesh.
Bernard Ullmann a été membre du jury du prix Albert-Londres.
Il est l'auteur, avec Jean Huteau, d'Une histoire de l'Agence France-Presse parue en 1990 chez Laffont.
En 2004, il publie Lisette de Brinon, ma mère avec pour sous-titre Une juive dans la tourmente de la Collaboration. Un livre où il parle autant de lui, si ce n'est plus, que de sa mère.

## Décorations
- Chevalier de la Légion d’honneur
- Croix de guerre 1939-1945
- Silver Star (pour son action dans l'évacuation de blessés dans des conditions périlleuses en Corée)